# Lewin Nyatanga
Lewin John Nyatanga est un ancien footballeur international gallois né le 18 juin 1988 à Burton upon Trent en Angleterre. Il mesure 1,88 m et pouvait aussi bien évoluer en tant que défenseur central ou sur le côté gauche. 

## Biographie

### Parcours en club
Le 9 juillet 2013 il rejoint le Barnsley FC.
Le 8 août 2016, il est prêté à Northampton Town.

### Parcours en sélection nationale
Malgré son très jeune âge, il est titulaire avec le pays de Galles depuis sa première sélection le 1er mars 2006 à Cardiff contre le Paraguay (0-0), et par la même occasion, brise le record de Ryan Giggs en étant à 17 ans et 195 jours, le plus jeune international gallois, même si en mai de la même année et pour sa seconde apparition, son record est battu par Gareth Bale lors d'un match contre Trinité-et-Tobago (qui détient le record de précocité avec 16 ans). Nyatanga aurait pu jouer pour le Zimbabwe car son père est zimbabwéen mais il a préféré opter pour le pays de sa mère, le pays de Galles.